# Линн, Грег
Грег Линн (родился в 1964 году) — владелец компании Greg Lynn FORM, профессор архитектуры Венского университета прикладного искусства, профессор школы искусств и архитектуры Калифорнийского университета в Лос-Анджелесе. Линн выиграл «Золотого льва» на Venice Biennale of Architecture (Венецианское архитектурное биеннале) 2008-го года. В 2010 году был назначен членом национальной организации финансирования искусств United States Artists.

## Жизнь и творчество
Линн родился в северном Олмстеде, штат Огайо. По его словам, с детства хотел стать архитектором. «Когда мне было двенадцать, я уже мог создавать чертежи и рисовать аксонометрические проекции», — говорит Линн. «В старших классах преподаватель черчения в первый же день занятий увидел, что я могу делать сконструированные рисунки. Я начал выбирать предметы нестандартной формы, такие как резьбовые гребни, и пытался нарисовать их в двухточечной перспективе. Я увлекся рисованием, как увлекаются спортом.» Линн с отличием окончил Университет Майами (Огайо) по специальности «Архитектура и философия» и Школу архитектуры Принстонского университета со степенью магистра архитектуры. Линн известен использованием системы автоматизированного проектирования для создания биоморфных архитектурных форм. Он считает, что использование компьютера и математического анализа помогает реализовывать архитектурные идеи. Линн много писал об этих идеях, сначала в 1993 году в качестве редактора специального выпуска AD под названием «Folding in Architecture». В1999 году вышла его книга «Animate FORM», частично финансируемая Фондом Грэма, она была посвящена использованию анимационного графического программного обеспечения для дизайна.

## Примечание
1. ↑  Greg Lynn // Union List of Artist Names (англ.)
2. ↑  Greg Lynn // DACS register
3. 1 2  https://zkm.de/en/person/greg-lynn
4. ↑  Museum of Modern Art online collection (англ.)
5. ↑  “UCLA professor a winner at Venice Architecture Biennale”. Los Angeles Times (24 сентября 2008). Дата обращения: 19 апреля 2020. Архивировано 26 ноября 2012 года.
6. ↑  Renowned Architects to Hold Endowed Chairs at Yale. Yale Office of Public Affairs & Communications (3 января 2001). Дата обращения: 19 апреля 2020. Архивировано 27 июля 2010 года.
7. ↑  Greg Lynn. Folding in Architecture: Architectural Design Profile No. 102 // London: Academy Group Ltd.. — 1993.